# 徐詩涵
徐詩涵（2000年7月15日—）為臺灣女子籃球運動員，場上位置為控球后卫，現效力於電信女籃。徐詩涵來自苗栗，出身三義國中、苗栗高商以及國立臺灣師範大學，擁有U18國手資歷，2023年WSBL初登板繳出16分。
2025年4月，徐詩涵首次正選成人國家隊，代表參賽2025年亞洲盃女籃第二級東亞區資格賽。

## 外部連結
- 徐詩涵在fiba.basketball（英语）
- 徐詩涵在fiba3x3.com（英语）
- 徐詩涵在Eurobasket.com（球員）（英语）
- 徐詩涵在Eurobasket.com（球員）（英语）